# El alegre bebedor
El alegre bebedor (en neerlandés, De vrolijke drinker) es uno de los cuadros más conocidos del pintor neerlandés Frans Hals. Está realizado al óleo sobre lienzo. Mide 81,5 cm de alto y 66,5 cm de ancho. Fue pintado en 1627-1628, encontrándose actualmente en el Rijksmuseum de Ámsterdam, Países Bajos. 
Esta obra presenta una figura individualizada típica de la obra de Frans Hals: el personaje central mira de frente y saluda sonriente con su mano derecha mientras que con la izquierda sostiene una copa de vino blanco que tiende al espectador, saliendo del cuadro. Se trata de un tipo del pueblo, de mediana edad, vestido con amplio chambergo y con las mejillas ya enrojecidas por efecto del alcohol. Hay un medallón con la efigie del príncipe Mauricio a modo de hebilla. El tema del alegre bebedor era muy popular en la pintura de los Países Bajos, así que probablemente es una pieza de género y no un retrato.
Está trabajado en una gama de colores claros, con la única nota oscura del sombrero, transmitiendo vitalidad y optimismo. Las luces son brillantes, trabajadas de tal manera que dan una gran impresión de realismo y frescura. Resulta espontáneo, con una gran fuerza.
Los elementos del cuadro están visualmente muy próximos e inmediatos, ejemplificando la tendencia de la pintura holandesa barroca a romper el límite del cuadro hacia delante.